# Polygala papuana
Polygala papuana är en jungfrulinsväxtart som först beskrevs av Steen., och fick sitt nu gällande namn av R. v. d. Meijden. Polygala papuana ingår i släktet jungfrulinssläktet, och familjen jungfrulinsväxter. Inga underarter finns listade i Catalogue of Life.